# بنجامين إف. بونهام
بنجامين إف. بونهام هو محامي وقاضي وسياسي أمريكي، ولد في 8 أكتوبر 1828، وتوفي في 2 يونيو 1906 في سايلم في الولايات المتحدة. انتخب عضو مجلس نواب أوريغون ‏.